# Мик Микели
Мик Микели (на шведски: Mic Michaeli) е артистичен псевдоним на шведския рок музикант, пианист и кийбордист Гунар Матиас Микели (Gunnar Mathias Michaeli).
Роден е на 11 ноември 1962 г. в Стокхолм, но израства в съседния град Упландс Весбю. Неговото име е свързано с шведската рок група „Юръп“, към която се присъединява по време на турнето, промотиращо втория им албум Wings of Tomorrow през 1984 г. Мик е композитор на редица песни на групата, като най-голям успех сред тях до този момент постига песента Carrie, от албума The Final Countdown, която става голям хит в САЩ и достига до 3-то място в класацията на сп. „Билборд“.
Сред като „Юръп“ се разделят през 1992 г., Мик свири с групи като „Брейзън Абът“ през периода 1995 – 2003 г., Last Autumn's Dream в групата на бившия член на „Блек Сабат“ / „Дийп Пърпъл“ Глен Хюз. Същото така се изявява и като съавтор в третия албум на Джоуи Темпест, озаглавен Joey Tempest, от 2002 г.
След повторното събиране на „Юръп“ през 2003 г. Мик заема своето място зад клавишните и написва музиката към няколко от песните в два албума на групата: Reason от албума Start From The Dark (2004), както и Wish I Could Believe, Let the Children Play, Forever Travelling и Devil Sings the Blues от албума Secret Society от (2006).

## Албуми с „Юръп“
- The Final Countdown (1986)
- Out Of This World (1988)
- Prisoners In Paradise (1991)
- Start From The Dark (2004)
- Secret Society (2006)

## Участие в други музикални проекти
- Tone Norum – One of a Kind (1986)
- Глен Хюз – From Now On... (1994)
- Глен Хюз – Burning Japan Live (1994)
- Брейзън Абът – Live and Learn (1995)
- Брейзън Абът – Eye of the Storm (1996)
- Brains Beat Beauty – First Came Moses, Now This... (1997)
- Брейзън Абът – Bad Religion (1997)
- Thore Skogman – Än Är Det Drag (1998)
- Николо Коцев – Nikolo Kotzev's Nostradamus (2001)
- Брейзън Абът – Guilty as Sin (2003)
- Last Autumn's Dream – Last Autumn's Dream (2003)
- Bosses Vänner – Läget? (2007)
- Джон Норъм – Play Yard Blues (2010)